# Río Vinalopó
El Vinalopó es un río de España, que atraviesa de norte a sur la provincia de Alicante, y con sus 96 km es el río autóctono más importante de la misma. Nace en la sierra de Mariola, en varias fuentes de los municipios de Bocairente y Bañeres, y tiene su desembocadura en el mar Mediterráneo, atravesando las Salinas de Santa Pola. Da nombre a las tres principales comarcas que atraviesa (Alto, Medio y Bajo Vinalopó), cruzando a lo largo de su recorrido los municipios de Bocairente, Bañeres, Benejama, Campo de Mirra, Cañada, Villena, Sax, Petrel, Elda, Monóvar, Novelda, Aspe, Monforte del Cid,  Elche y Santa Pola.

## Toponimia
El hidrónimo Vinalopó parece provenir del árabe بنلوب (binalūb), derivado este a su vez del latín Pinna Lupi ('peña del lobo'). Históricamente se ha denominado también Vinalapó, Vinalapós o Vinapaló y, debido a su poco caudal a partir de Benejama, se le ha llamado también rambla de Villena, de Miradoves, de Sax, Elda, Novelda, etc. Se le ha identificado también con el latino Alebus, en el que supuestamente pereció ahogado Amílcar Barca, aunque esta tesis sigue discutida en la actualidad.

## Curso

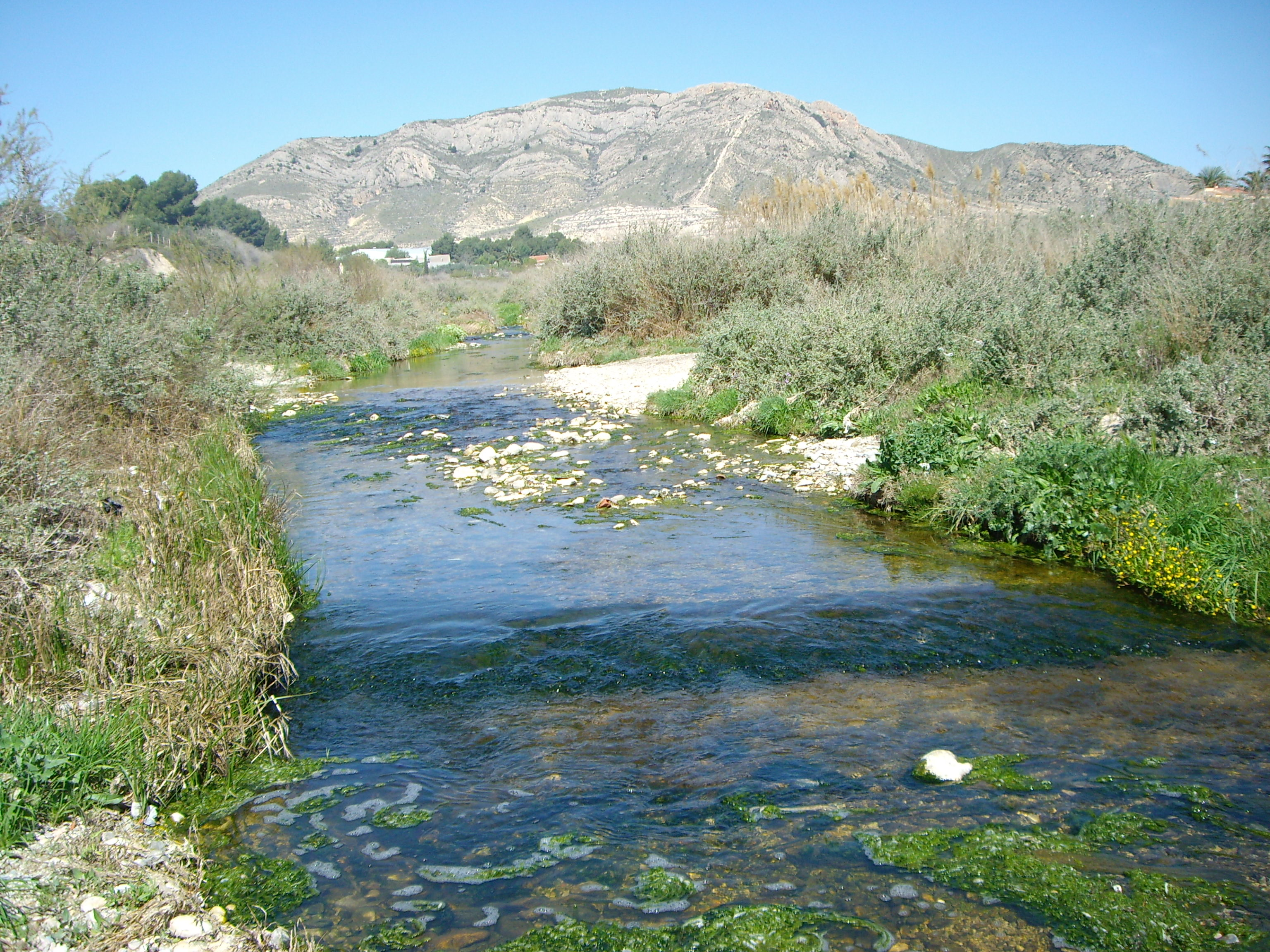
Río Vinalopó en los campos de Elda

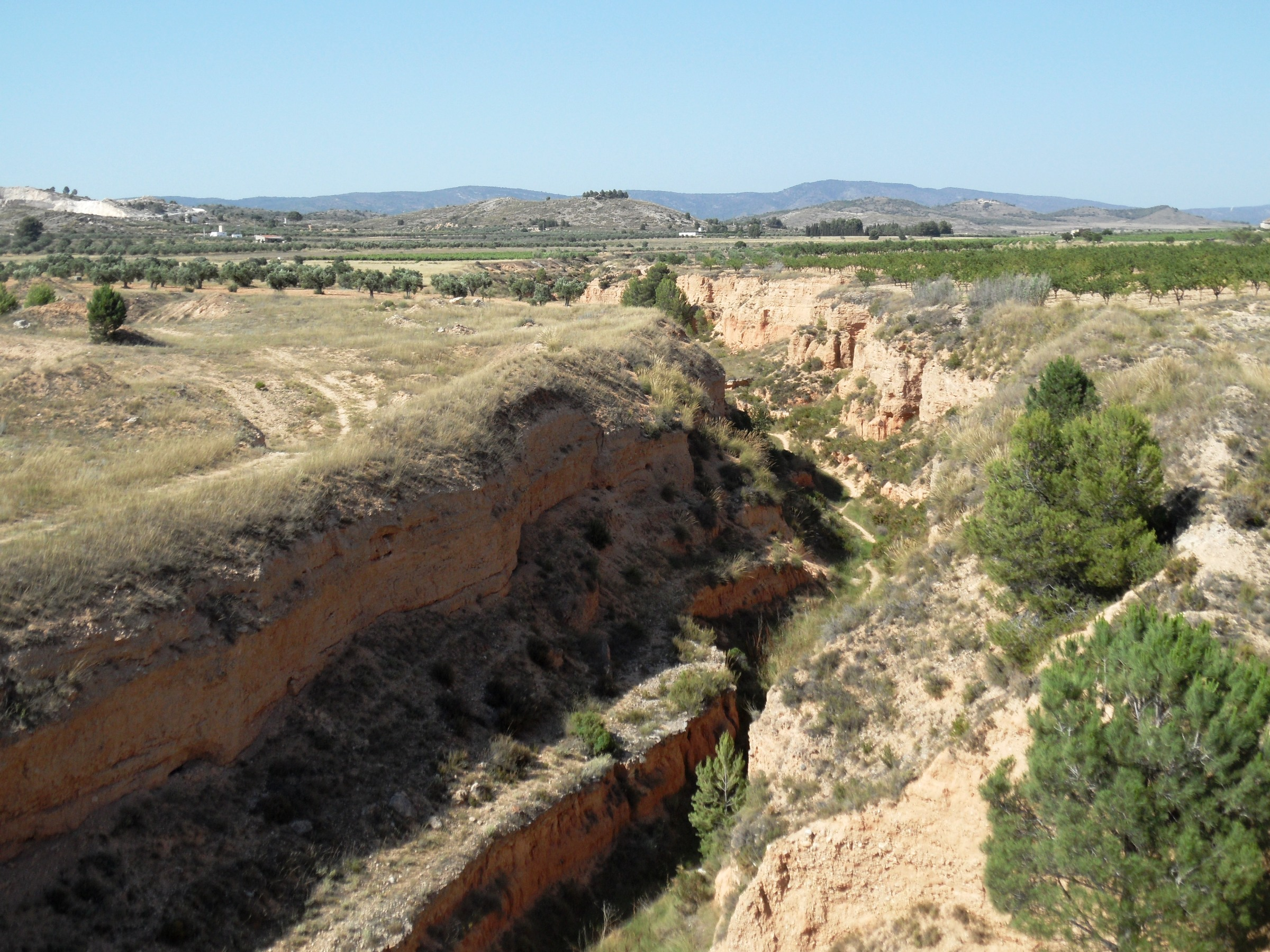
Curso alto del Vinalopó, entre Biar y Villena.

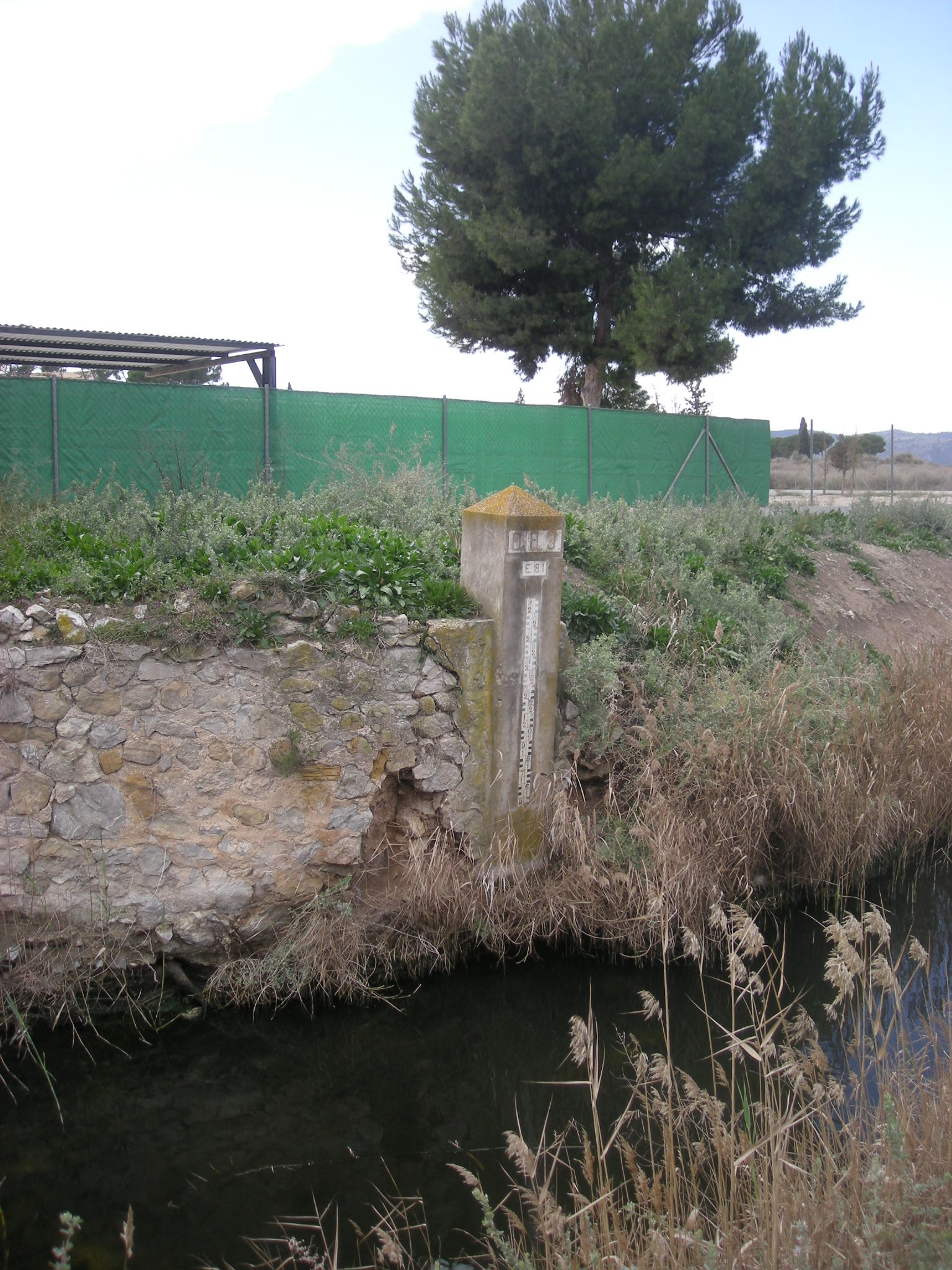
El río Vinalopó a su paso por La Colonia de Santa Eulalia.

El Vinalopó nace en el llamado Rincón de Bodí, en la sierra de Mariola, término municipal de Bocairente. En su recorrido por la sierra, diversos manantiales aportan caudal al mismo, que forma algunas pozas naturales, rodeadas de grandes bosques de galería. Corre en dirección suroeste y pasa junto a Bañeres, donde recibe el aporte de un pequeño afluente, el río Marchal. Desde aquí, el cauce se orienta al oesnoroeste, y luego nuevamente al suroeste, cruzando por un amplio valle agrícola. En esta zona el río sufre una excesiva explotación, hasta dejarlo sin agua desde la pedanía de El Salse en adelante. Cruza al sur de Benejama, Campo de Mirra y Cañada, donde las zonas llanas se alternan con un tramo donde el río discurre encajonado en un cañón. Antes de su llegada a Villena, el cauce se desvió a principios del siglo XX, de forma que se aleja del casco urbano en dirección sur. Un poco más abajo de Villena, recibe como afluente la Acequia del Rey, que es la que vuelve a aportar caudal de agua. De aquí en adelante, debido a las aguas salobres recibidas en Villena, el paisaje del río será muy característico de suelos con alta salinidad, siendo el cauce invadido por arbustos de galería como carrizos y orgazas. Será la cuenca endorreica de Villena, la mayor de todo el trayecto fluvial, la que le devuelva un caudal superficial visible.
Atraviesa Sax por un cauce de hormigón. Tras cruzar la vega sajeña, se encajona en un desfiladero entre montes, donde el río forma una pronunciada donde se sitúa el embalse de Elda, un humedal con abuntante presencia de Taray. En Elda, el río forma varios meandros. Cruza por el centro urbano encauzado en un canal de hormigón, con un gran parque situado a lo largo del cauce. En este municipio, debido a la cercanía de las montañas, recibe el aporte de casi una decena de ramblas, alguna de las cuales aporta agua durante buena parte del año. Tras pasar la ciudad,  el río se adentra en La Jaud, una zona pantanosa donde una espesa galería de Taray esconde el caudal a la vista. Entre los términos de Elda, Monóvar y Novelda, hay dos grandes viaductos ferroviarios que salvan el desfiladero del río, que desde aquí, gira en dirección sursureste. En la parte alta del municipio de Novelda, se reciben aportes de aguas muy salinizadas, procedentes de manantiales y afloramientos cercanos, lo cual repercute en la calidad fluvial del río.  Dentro del casco urbano de Novelda hay un encauzamiento artificial del río, pero sin hormigonados. Ya en término de Aspe se le une por la derecha el río Tarafa. Toma de nuevo la dirección sur y atraviesa las estribaciones de la sierra de Crevillente, entre el Tabaial y el Murón, quedando retenido a la salida de este paso por el embalse de Elche. Penetra en el término de Elche y atraviesa la ciudad, nuevamente, sobre un cauce de hormigón. Después de atravesar todo el campo de Elche en línea recta, desemboca artificialmente en el Azarbe de Cebadas. Dicho canal reparte el agua en dos direcciones, una al oeste que fluye en el interior del Hondo de Elche, y otra al este, que atravesando las Salinas de Santa Pola, desemboca en el mar Mediterráneo. Es esta última, aunque hecha de forma artificial, la desembocadura oficial del río.

## Régimen hidrológico
El Vinalopó recibe varias aportaciones a su caudal a lo largo de su curso. Cuenta con dos afluentes: el Marjal, un pequeño río de corto recorrido que desemboca en el Vinalopó dentro del municipio de Banyeres de Mariola; y el Tarafa, que pasa por Aspe. Además, recibe las aportaciones de las numerosas ramblas que realizan una función de drenaje en las sierras del interior, sobre todo a la altura de Elda (ramblas de Puça, Melva, Sapo y Bateig).  A la altura de la Colonia de Santa Eulalia, desemboca también en el río la Acequia del Rey, que aporta aguas de la zona que antes de 1803 ocupaba la antigua laguna de Villena, así como aguas de acuíferos de esta ciudad. De hecho, es aquí cuando el Vinalopó comienza realmente a adquirir forma de río, esencialmente gracias a los aportes de los acuíferos de Villena.
Es un río de escaso caudal, que presenta el máximo en invierno en la Colonia de Santa Eulalia (pedanía situada en los términos de Villena y Sax) donde alcanza su máximo caudal con 0,85 m³/s.[cita requerida] La utilización de sus aguas mediante azudes para el regadío en el curso alto (zona de Bañeres), la falta de lluvias en la zona, así como las aportaciones de aguas residuales e industriales, hacen que el río tenga un caudal escaso, muy salino y contaminado. No obstante, cuenta con una importante cuenca de 1692 km² que incluso ha llegado a ser de tamaño insuficiente en épocas de crecidas, provocando inundaciones con cuantiosos daños humanos y materiales con las de Villena de 1899, o en Elda, en diversas ocasiones, como en 1906 o 1982.[cita requerida] Sus avenidas no son tan frecuentes como en otros ríos de la Comunidad Valenciana. La mayor avenida que se conoce se registró en 1884, estimándose su caudal entonces en 350 m³/s. Las avenidas ordinarias oscilan entre los 150 y 201 m³/s. Durante el período estival el cauce fluvial se halla completamente seco, pues sus afluentes tienen el mismo régimen.
Debido a los fuertes estiajes que sufre la zona, el río, por los campos de Elche, en su zona más próxima a la desembocadura, se ha quedado en numerosas épocas sin caudal, lo que ha provocado que, al tratarse de una zona agrícola, los trabajos de las tierras en llanura hayan eliminado el cauce natural de salida del río al mar. No obstante, el río cuando sufre crecidas, recupera su antigua desembocadura, provocando inundaciones en las huertas del sur de Elche y la zona de las salinas. Por este motivo la Confederación Hidrográfica del Júcar ha realizado un proyecto para recuperar el antiguo cauce del Vinalopó en su tramo final, entre los campos ilicitanos y las costas de Santa Pola, para que el río vuelva a tener su salida natural al mar.[cita requerida]

## Afluentes
El Vinalopó, recibe aportes de caudal de varios pequeños ríos y una larga lista de ramblas que cuando llueve, provocan grandes crecidas en el río. No obstante, los principales cursos de agua que dan aportes al río de forma más o menos constante, son los siguientes, ordenados de norte a sur:
- Río Marchal
- Acequia del Rey
- Rambla de Pusa[10]
- Rambla de Salinetas
- Río Tarafa

## Eje urbano e industrial
El valle del Vinalopó ha sido históricamente una importante vía de acceso natural (por él accedía la Vía Heráclea al interior de la Meseta) y es todavía centro de una importante red de comunicaciones, con la autovía A-31 y el ferrocarril de Alicante a Madrid y Valencia. Ya desde finales del siglo XIX las facilidades naturales de valle, unidas al ferrocarril Madrid-Alicante (inaugurado en 1858) promovieron el desarrollo de la agricultura comercial (vino, almendra, azafrán, barrilla, etc.) y la aparición de industrias artesanales de alpargatas, esteras, jabón, turrones, etc.
Desde la década de 1960 el valle del Vinalopó se ha convertido en dinámico eje urbano e industrial. Hay que destacar, por encima de todo, la industria del calzado y la marroquinería: En el valle se encuentra el 95% de la industria del calzado de la Comunidad Valenciana y el 65% de la de España, siendo la mayor concentración de industrias zapateras de Europa. Es también importante el sector vitivinícola, sobre todo en el Medio y Alto Vinalopó. La producción de la cuenca de Novelda, Aspe y Monforte del Cid, de uva de mesa, está protegida bajo la denominación de origen Uva del Vinalopó. Otras actividades a destacar son la producción de piedra y mármol, centralizada en Novelda; la pesca en Santa Pola, y el turismo, tanto en esta misma ciudad como en la costa de Elche.
El valle del Vinalopó viene siendo desde finales del siglo XVIII un área densamente poblada a pesar de su aparente escasez de recursos naturales, por lo que sólo otras actividades no agrarias como el comercio y la industria pueden explicar este fenómeno. Las tres comarcas del Vinalopó sumaban 450 000 habitantes en 2003, habiéndose dado el mayor incremento de población entre 1960 y 1980, debido a la fuerte inmigración de mano de obra para las industrias del calzado. El núcleo principal es Elche (230 000 hab.), seguido de la conurbación Elda-Petrel (90 000 hab.), el eje Novelda-Aspe-Monforte (unos 55.000 hab.), así como otros núcleos como Villena (35 000 hab.) o Santa Pola (32 000 hab.).

## Medio ambiente
A lo largo del curso del Vinalopó existen tres parques naturales: Sierra de Mariola, Salinas de Santa Pola y El Hondo de Elche. Existen además otros parajes naturales de especial interés, como la laguna y sierra de Salinas o los pantanos de Elda y Elche.